# Вилкул, Юрий Григорьевич
Ю́рий Григо́рьевич Ви́лкул (укр. Юрій Григорович Вілкул; род. 14 ноября 1949, Кривой Рог, Днепропетровская область) — украинский общественный, политический и государственный деятель, профессор, доктор технических наук. Городской глава Кривого Рога (2010—2020; 2021- н.в.).

## Биография
Родился 14 ноября 1949 года в городе Кривой Рог.
Женат, имеет сына Александра и дочь. Образование высшее, окончил Криворожский горнорудный институт (1968—1973) по специальности «Технология и комплексная механизация подземной разработки месторождений полезных ископаемых», получил диплом с отличием по квалификации «Горный инженер». Член Оппозиционного блока, бывший член Партии регионов и КПСС.

### Трудовая деятельность
- 1965—1968 — токарь на криворожском заводе горного машиностроения «Коммунист»;
- 1973—1983 — младший и старший научный сотрудник, заместитель председателя профсоюзного комитета Криворожского горнорудного института;
- 1983—1987 — заместитель начальника управления «Криворожкомплектпостав»;
- 1987—2003 — старший преподаватель, доцент, начальник научно-исследовательского комплекса, заведующий кафедрой, проректор, первый проректор Криворожского технического университета;
- 2003—2010 — ректор Криворожского технического университета (с перерывом с 30 августа 2006 по 3 июня 2010 года).

30 августа 2006 года избран депутатом и на первой сессии — председателем Днепропетровского областного совета V созыва. Пробыл в должности до 3 июня 2010 года, ушёл в связи с назначением его сына Александра Вилкула председателем Днепропетровской областной государственной администрации. С июля по ноябрь 2010 года исполнял обязанности ректора Криворожского технического университета. С 8 ноября 2010 года избран главой Криворожского городского совета.
На местных выборах в 2015 году переизбран городским главой, набрав в первом туре 45,13 % голосов, во втором — 49,24 % голосов избирателей (89 209 человек).
27 ноября 2015 года Днепропетровский апелляционный административный суд отклонил иск кандидата в городские главы Кривого Рога от партии «Самопомощь» Юрия Милобога о непризнании результатов местных выборов. «Такое решение суда свидетельствует о том, что выборы в Кривом Роге состоялись в соответствии с законом, и ничто не может поставить под сомнение их результат», — сказал глава Криворожской городской избирательной комиссии Павел Гивель. 18 декабря ЦИК Украины подтвердил победу Вилкула и незаконность претензий Милобога.
26 января 2016 года Днепропетровский административный апелляционный суд своим решением отклонил жалобу депутата горсовета от партии «Сила людей» и признал, что первая сессия Криворожского горсовета VII созыва, на которой действующий городской глава Юрий Вилкул вступил в должность, была полностью законной. Таким образом, все восемь судов подтвердили законность победы Юрия Вилкула на выборах городского главы Кривого Рога, правомерность решений членов городской избирательной комиссии Кривого Рога, а также правомерность решений членов районных избирательных комиссий.
23 декабря 2015 года под давлением фракции «Самопомощь» Верховная рада Украины 239 голосами приняла закон № 3613, которым назначила повторные выборы городского главы Кривого Рога на 27 марта 2016 года, который 30 января 2016 года подписал президент Порошенко. По результатам экзитполов набрал свыше 70 % на выборах городского головы Кривого Рога 27 марта 2016 года. По данным Центризбиркома действующий городской глава Кривого Рога, самовыдвиженец Юрий Вилкул набрал 74 % голосов.
На местных выборах в 2020 году в первом туре набрал 44 % и вышел во второй тур вместе с кандидатом от партии Слуга народа Дмитрием Шевчиком. Однако снялся со второго тура по состоянию здоровья, призвав голосовать за кандидата от партии «Оппозиционная платформа — За жизнь» Константина Павлова, который победил во втором туре набрав 58 % голосов.

### Научная деятельность
В 1987 году получил научную степень кандидата технических наук, в 1989 году присвоено учёное звание доцента. В 1994 году получил степень доктора технических наук, в 1996 году присвоено учёное звание профессора.
Является автором и соавтором 8 монографий и около 120 научных работ. Имеет 28 авторских свидетельств и патентов на изобретения.

### Общественная деятельность
- Член организационного комитета Всемирного горного конгресса;
- Президент Академии горных наук Украины[6];
- Член международной ассоциации горных профессоров;
- Президент Ассоциации городов Украины[7] с 4 декабря 2012[8] по 23 января 2016 года. Переизбирался в 2015 году[9].

## Награды
- Орден «За заслуги» (Украина) 3-й степени;
- Государственная премия Украины в области науки и техники (1997) — за создание ресурсосберегающих взрывчатых технологий при разработке месторождений полезных ископаемых;
- Медаль ЮНЕСКО «За достижения в науке» за личный вклад в науку (2000);
- Почётная грамота управления образования и науки Днепропетровской областной государственной администрации (2002);
- Диплом «Лидер XXI века» (2003);
- Заслуженный деятель науки и техники Украины (14 мая 2004)[10] — за весомые личные заслуги в развитии отечественной науки, создание национальных научных школ, укрепление научно-технического потенциала Украины и по случаю Дня науки;
- Знак «За заслуги перед городом» (Кривой Рог) (3-й (13 октября 2004), 2-й (8 ноября 2006), 1-й (9 ноября 2007) степеней)[11];
- Почётный гражданин Кривого Рога (28 апреля 2010)[11];
- победитель областного конкурса среди должностных лиц органов местного самоуправления в номинации «Лучший мэр городов областного значения с районным делением» (2012);
- победитель областного конкурса среди должностных лиц органов местного самоуправления в номинации «Лучший городской глава» (2013);
- Орден Данилы Галицкого (18 августа 2009) — за значительный личный вклад в социально-экономическое, культурное развитие Украинского государства, весомые трудовые достижения и по случаю 18-й годовщины независимости Украины[12];
- Медаль «За содействие Вооружённым силам Украины» (26 мая 2020)[13].

Награждён Почётными грамотами Днепропетровской областной государственной администрации, Верховной рады Украины и Кабинета Министров Украины, отличиями Днепропетровской областной государственной администрации — памятной медалью «За весомый вклад в развитие Днепропетровской области» и памятным знаком «80 лет Днепропетровской области».